# Vlha malá
Vlha malá (Merops pusillus) je 16–18 cm velký pták z čeledi vlhovitých.

## Rozšíření a poddruhy
Vlha malá obývá v pěti poddruzích Afriku jižně od Sahary:
- Merops pusillus pusillus – Senegal a Guinea východně k jihozápadnímu Súdánu a Kongu.
- Merops pusillus occularis – od středního Súdánu východně až po pobřeží Rudého moře v Eritreji, západní Etiopie jižně k severovýchodnímu Kongu a severozápadní Uganda.
- Merops pusillus cyanostictus – střední a východní Etiopie, severozápadní a jižní Somálsko a východní Keňa.
- Merops pusillus meridionalis – východní Afrika (kromě východní Keni), a od Rovníkové Guiney jižně do Angoly až po severovýchod  Jihoafrické republiky.
- Merops pusillus argutus – jihozápadní Angola, severní Namibie, severní a východní Botswana, jihozápadní Zimbabwe a severozápad Jihoafrické republiky.

## Popis
Jedná se o nejmenší africký druh vlhy. Svrchní strana těla a temeno jsou světle olivově zelené, spodina je podle poddruhu žlutohnědá nebo světle trávově zelená. Hrdlo je žluté, s černým ohraničením pod nímž je u některých poddruhů ještě světle modrý pruh. Nadoční proužek je v závislosti na poddruhu bělavý nebo modrý. Všechny poddruhy mají černý pruh přes oči, černý zobák, krátká křídla a mírně vykrojený ocas bez prodloužených, středních per.

## Hnízdění
Na rozdíl od ostatních druhů vlh hnízdí v jednotlivých párech. Jedná se však o společenského ptáka, který nocuje v dlouhých řadách několika jedinců natěsnaných na sobě na jedné větvi. Pár si vyhrabává v průměru metr dlouhou chodbu v písčitých stěnách. Na jejím konci samice klade 4–5 kulovitých, leskle bílých vajíček. Mláďata se líhnou holá a slepá. Po vylétnutí je rodiče ještě několik dní krmí. V některých oblastech klade do jejích hnízd svá vejce medozvěstka křiklavá.

## Potrava
Živí se létajícím hmyzem, zvláště bodavými blanokřídlími, jako třeba včelami, vosami a sršněmi. Potravu chytá z větve na přehledném místě na kterou se vrací. Před pozřením kořist usmrtí úderem o tuto větev a tím jí odstraní i žihadlo.